# Roberto Ugo di Borbone-Parma
Roberto Ugo di Borbone-Parma (Weilburg, 7 agosto 1909 – Vienna, 15 novembre 1974) fu capo della casata dei Borbone di Parma e pretendente ducale di Parma e Piacenza dal 1959 al 1974.

## Biografia
Roberto Ugo era il secondo figlio maschio, ma unico sopravvissuto, di Elia di Borbone-Parma e dell'arciduchessa Maria Anna d'Austria (1882 - 1940).
Succedette a suo padre Elia come pretendente ducale di Parma alla morte di questi nel 1959. Morì celibe e senza figli, come cinque dei suoi fratelli e sorelle, e il suo successore fu lo zio Saverio di Borbone-Parma.

## Ascendenza
|                                  |                                    |                                       | Genitori                                   |  |  | Nonni |  |  | Bisnonni           |  |  | Trisnonni         |  |
|                                  |                                    |                                       |                                            |  |  |       |  |  | Carlo III di Parma |  |  | Carlo II di Parma |  |
|                                  |                                    |                                       |                                            |  |  |       |  |  | Carlo III di Parma |  |  | Carlo II di Parma |  |
|                                  |                                    | Maria Teresa di Savoia                |                                            |  |  |       |  |  | Carlo III di Parma |  |  |                   |  |
| Roberto I di Parma               |                                    |                                       |                                            |  |  |       |  |  | Carlo III di Parma |  |  |                   |  |
|                                  |                                    | Luisa Maria di Borbone-Francia        | Carlo di Borbone-Francia                   |  |  |       |  |  |                    |  |  |                   |  |
|                                  |                                    | Luisa Maria di Borbone-Francia        | Carlo di Borbone-Francia                   |  |  |       |  |  |                    |  |  |                   |  |
|                                  |                                    | Luisa Maria di Borbone-Francia        | Carolina di Borbone-Due Sicilie            |  |  |       |  |  |                    |  |  |                   |  |
| Elia di Borbone-Parma            |                                    | Luisa Maria di Borbone-Francia        |                                            |  |  |       |  |  |                    |  |  |                   |  |
|                                  |                                    | Ferdinando II delle Due Sicilie       | Francesco I delle Due Sicilie              |  |  |       |  |  |                    |  |  |                   |  |
|                                  |                                    | Ferdinando II delle Due Sicilie       | Francesco I delle Due Sicilie              |  |  |       |  |  |                    |  |  |                   |  |
|                                  |                                    | Ferdinando II delle Due Sicilie       | Maria Isabella di Borbone-Spagna           |  |  |       |  |  |                    |  |  |                   |  |
| Maria Pia di Borbone-Due Sicilie |                                    | Ferdinando II delle Due Sicilie       |                                            |  |  |       |  |  |                    |  |  |                   |  |
|                                  |                                    | Maria Teresa d'Asburgo-Teschen        | Carlo d'Asburgo-Teschen                    |  |  |       |  |  |                    |  |  |                   |  |
|                                  |                                    | Maria Teresa d'Asburgo-Teschen        | Carlo d'Asburgo-Teschen                    |  |  |       |  |  |                    |  |  |                   |  |
|                                  |                                    | Maria Teresa d'Asburgo-Teschen        | Enrichetta di Nassau-Weilburg              |  |  |       |  |  |                    |  |  |                   |  |
| Roberto Ugo di Parma             |                                    | Maria Teresa d'Asburgo-Teschen        |                                            |  |  |       |  |  |                    |  |  |                   |  |
|                                  | Carlo Ferdinando d'Asburgo-Teschen | Carlo d'Asburgo-Teschen               |                                            |  |  |       |  |  |                    |  |  |                   |  |
|                                  | Carlo Ferdinando d'Asburgo-Teschen | Carlo d'Asburgo-Teschen               |                                            |  |  |       |  |  |                    |  |  |                   |  |
|                                  | Carlo Ferdinando d'Asburgo-Teschen | Enrichetta di Nassau-Weilburg         |                                            |  |  |       |  |  |                    |  |  |                   |  |
| Federico d'Asburgo-Teschen       | Carlo Ferdinando d'Asburgo-Teschen |                                       |                                            |  |  |       |  |  |                    |  |  |                   |  |
|                                  |                                    | Elisabetta Francesca d'Asburgo-Lorena | Giuseppe Antonio Giovanni d'Asburgo-Lorena |  |  |       |  |  |                    |  |  |                   |  |
|                                  |                                    | Elisabetta Francesca d'Asburgo-Lorena | Giuseppe Antonio Giovanni d'Asburgo-Lorena |  |  |       |  |  |                    |  |  |                   |  |
|                                  |                                    | Elisabetta Francesca d'Asburgo-Lorena | Maria Dorotea di Württemberg               |  |  |       |  |  |                    |  |  |                   |  |
| Maria Anna d'Asburgo-Teschen     |                                    | Elisabetta Francesca d'Asburgo-Lorena |                                            |  |  |       |  |  |                    |  |  |                   |  |
|                                  |                                    | Rudolf Maximilian Konstantin di Croÿ  | Alfred Franz Friedrich Philipp di Croÿ     |  |  |       |  |  |                    |  |  |                   |  |
|                                  |                                    | Rudolf Maximilian Konstantin di Croÿ  | Alfred Franz Friedrich Philipp di Croÿ     |  |  |       |  |  |                    |  |  |                   |  |
|                                  |                                    | Rudolf Maximilian Konstantin di Croÿ  | Eleonora Guglielmina Luisa di Salm-Salm    |  |  |       |  |  |                    |  |  |                   |  |
| Isabella von Croy                |                                    | Rudolf Maximilian Konstantin di Croÿ  |                                            |  |  |       |  |  |                    |  |  |                   |  |
|                                  |                                    | Natalie di Ligne                      | Eugène Lamoral di Ligne                    |  |  |       |  |  |                    |  |  |                   |  |
|                                  |                                    | Natalie di Ligne                      | Eugène Lamoral di Ligne                    |  |  |       |  |  |                    |  |  |                   |  |
|                                  |                                    | Natalie di Ligne                      | Augusta Charlotte Nathalie de Trazegnies   |  |  |       |  |  |                    |  |  |                   |  |
|                                  |                                    | Natalie di Ligne                      |                                            |  |  |       |  |  |                    |  |  |                   |  |